# Chanelle Scheepers
Chanelle Scheepers (Harrismith, 13 marzo 1984) è un'allenatrice di tennis ed ex tennista sudafricana.

## Biografia
Partecipa al Canada Masters 2008 e all'Australian Open 2009, venendo eliminata in entrambe le occasioni al primo turno. Sempre nel 2009 perde in finale nel doppio nel Japan Open Tennis Championships contro Chuang Chia-jung e Lisa Raymond, dove gioca con Abigail Spears.
Agli Open di Francia 2010 arriva agli ottavi di finale, venendo eliminata da Elena Dement'eva.
Nel 2011 arriva il suo primo successo in un torneo WTA grazie alla conquista del torneo International di Canton a discapito della slovacca Magdaléna Rybáriková, battuta 6-2 6-2.
Al torneo di Wimbledon 2013 raggiunge le semifinali nel doppio insieme alla giapponese Shūko Aoyama perdendo in due set dalla coppia asiatica formata da Hsieh Su-wei e Peng Shuai.
Si è ritirata nel maggio 2015 e subito dopo è diventata allenatrice della tennista statunitense Alison Riske. Dal 2012 è sposata con il proprio ex coach.

## Statistiche

### Singolare

#### Vittorie (1)
| Legenda               |
| --------------------- |
| Grande Slam (0)       |
| Ori Olimpici (0)      |
| WTA Championships (0) |
| Premier Mandatory (0) |
| Premier 5 (0)         |
| Premier (0)           |
| International (1)     |

| N. | Data              | Torneo                                       | Superficie | Avversaria in finale | Punteggio |
| 1. | 19 settembre 2011 | Guangzhou International Women's Open, Canton | Cemento    | Magdaléna Rybáriková | 6-2, 6-2  |

#### Sconfitte in finale (1)
| Legenda               |
| --------------------- |
| Grande Slam (0)       |
| Ori Olimpici (0)      |
| WTA Championships (0) |
| Premier Mandatory (0) |
| Premier 5 (0)         |
| Premier (0)           |
| International (1)     |

| N. | Data           | Torneo               | Superficie  | Avversaria in finale | Punteggio   |
| 1. | 20 luglio 2014 | Swedish Open, Båstad | Terra rossa | Mona Barthel         | 3-6, 6(3)-7 |

### Doppio

#### Vittorie (1)
| Legenda               |
| --------------------- |
| Grande Slam (0)       |
| Ori Olimpici (0)      |
| WTA Championships (0) |
| Premier Mandatory (0) |
| Premier 5 (0)         |
| Premier (0)           |
| International (1)     |

| N. | Data           | Torneo                                   | Superficie  | Partner     | Avversari in finale        | Punteggio         |
| 1. | 25 maggio 2013 | Internationaux de Strasbourg, Strasburgo | Terra rossa | Kimiko Date | Cara Black Marina Eraković | 6-4, 3-6, [14-12] |

#### Sconfitte in finale (4)
| Legenda               |
| --------------------- |
| Grande Slam (0)       |
| Ori Olimpici (0)      |
| WTA Championships (0) |
| Premier Mandatory (0) |
| Premier 5 (0)         |
| Premier (0)           |
| International (4)     |

| N. | Data             | Torneo                   | Superficie  | Partner         | Avversarie in finale              | Punteggio   |
| 1. | 18 ottobre 2009  | HP Open, Osaka           | Cemento     | Abigail Spears  | Lisa Raymond Chuang Chia-jung     | 2-6, 4-6    |
| 2. | 3 agosto 2012    | Citi Open, Washington    | Cemento     | Irina Falconi   | Shūko Aoyama Chang Kai-chen       | 5-7, 2-6    |
| 3. | 22 febbraio 2014 | Rio Open, Rio de Janeiro | Terra rossa | Johanna Larsson | Irina-Camelia Begu María Irigoyen | 2-6, 0-6    |
| 4. | 12 aprile 2014   | Copa Colsanitas, Bogotà  | Terra rossa | Vania King      | Lara Arruabarrena Caroline Garcia | 6(5)-7, 4-6 |

### Risultati in progressione
| Sigla | Risultato               |
| ----- | ----------------------- |
| V     | Vincitore               |
| F     | Finalista               |
| SF    | Semifinalista           |
| O     | Oro olimpico            |
| A     | Argento olimpico        |
| SF    | Bronzo olimpico         |
| QF    | Quarti di Finale        |
| 4T    | Quarto turno            |
| 3T    | Terzo turno             |
| 2T    | Secondo turno           |
| 1T    | Primo turno             |
| RR    | Round Robin             |
| LQ    | Turno di qualificazione |
| A     | Assente                 |
| ND    | Non disputato           |

| Legenda superfici    |
| -------------------- |
| Cemento              |
| Terra battuta        |
| Erba                 |
| Superficie variabile |

#### Singolare
| Tornei del Grande Slam |     |     |     |     |     |     |     |     |     |     |     |     |      |        |       |
| Australian Open        | LQ  | A   | LQ  | A   | A   | A   | 1T  | LQ  | 3T  | 1T  | 1T  | 1T  | 1T   | 0 / 6  | 2–6   |
| Open di Francia        | LQ  | A   | LQ  | A   | A   | LQ  | 1T  | 4T  | 2T  | 2T  | 1T  | 1T  | A    | 0 / 6  | 5–6   |
| Wimbledon              | LQ  | A   | LQ  | A   | A   | A   | LQ  | 1T  | 1T  | 1T  | 1T  | 2T  |      | 0 / 5  | 1–5   |
| US Open                | LQ  | A   | LQ  | A   | LQ  | LQ  | LQ  | 1T  | 3T  | 1T  | 2T  | 1T  |      | 0 / 5  | 3–5   |
| Vittorie-sconfitte     | 0–0 | 0–0 | 0–0 | 0–0 | 0–0 | 0–0 | 0–2 | 3–3 | 5–4 | 1–4 | 1–4 | 1–2 | 0--1 | 0 / 22 | 11–22 |